# 리처드 리키

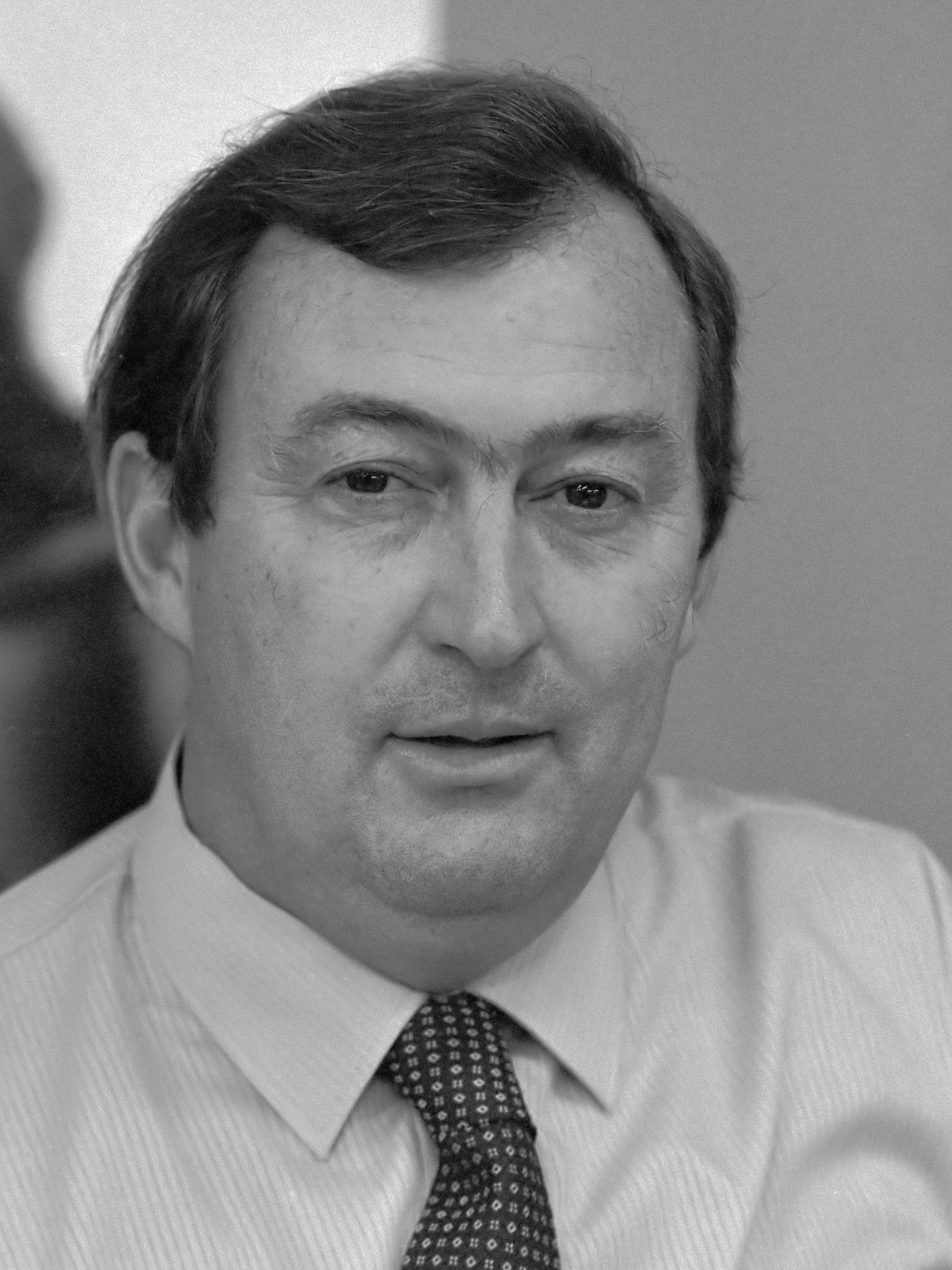

리처드 어스킨 프레리 리키 FRS (1944년 12월 19일 ~ 2022년 1월 2일) 케냐의 고인류학자, 환경 보호론자 및 정치인이다. Leakey는 케냐에서 대부분 고고학 및 야생 동물 보호 기관에서 여러 공식 직위를 역임했다. 그는 케냐 국립 박물관의 관장이자 NGO WildlifeDirect 를 설립했으며 케냐 야생동물 서비스 의 회장을 역임했다.
리키는 인류학 교수였던 스토니브룩 대학교와 학술 파트너십을 통해 Turkana Basin Institute를 공동 설립했다. 그는 죽을 때까지 Turkana Basin Institute의 의장을 역임했다.
그는 1944년 12월 19일 나이로비 에서 태어났다. 리키는 어린 시절 나이로비에서 코린든 박물관의 큐레이터인 루이스 리키 와 올두바이의 리키 발굴 책임자인 메리 리키와 그의 두 형제인 조나단과 필립 과 함께 나이로비에서 살았다. 리키 형제는 매우 활동적인 어린 시절을 보냈다. 리키의 부모는 1957년에 동아프리카의 달마시안 클럽을 설립하고 상을 받았다.
리처드는 1955년에 영향력 있는 케냐인들과 함께 케냐 박물관 연합(현 케냐 박물관 협회)을 결성했다. 그들은 "케냐화"하고 국립 박물관 을 개선하는 것을 목표로 삼았다. 그들은 리키를 책임 있는 위치에 두는 경우 연간 예산의 3분의 1인 £5000를 박물관에 제안했고 그는 이사회의 참관인이 되었다. 박물관을 담당하는 정부 관리이자 Associates의 일원인 Joel Ojal은 이사회 의장에게 케냐인을 배치하도록 지시했다.
루이스는 의도적이든 아니든 대립적인 아들을 현장에서 제거할 방법을 찾았을 때 박물관 계획은 완성되지 않았다. 루이스는 하일레 셀라시에황제와 조모 케냐타 대통령과의 오찬에 참석했다. 대화는 화석으로 바뀌었고 황제는 왜 에티오피아에서 화석이 발견되지 않았는지 알고 싶어했다. 루이스는 이 조사를 오모 강 에서 굴착 허가로 발전시켰다.
1968년 루이스와 리처드는 내셔널 지오그래픽 학회의 연구 및 탐사 위원회 회의에 참석하여 자금을 요청했다. Louis를 놀라게 한 Richard는 위원회에 Omo를 위해 예정된 $25,000를 Koobi Fora에서 자신의 지도 하에 수행할 새로운 발굴 작업에 사용하도록 요청했다. Richard는 이겼지만 회장 Leonard Carmichael 은 그에게 무언가를 찾거나 "다시는 우리 집에 구걸하러 오지 않는" 것이 낫다고 말했다. 루이스는 리처드를 정중하게 축하했다.
Leakeys 팀의 일원인 Kamoya Kimeu 가 1984년에 발견한 Turkana Boy 는 160만 년 전에 약 9세에 사망한 Homo ergaster (Leakey를 비롯한 일부는 에렉투스 라고 부름)의 거의 완전한 골격이었다. 12. Leakey와 Roger Lewin 은 그들의 저서 재검토된 Origins (1992)에서 이 발견의 경험과 그에 대한 해석을 설명한다. Turkana Boy의 발견 직후, Leakey와 그의 팀은 새로운 종의 Australopithecus aethiopicus (또는 Paranthropus aethiopicus )의 두개골( KNM WT 17000, "검은 해골"로 알려짐)을 발견했다.

## 같이 보기
- 화석 인류